# Eduardo Gonçalves de Oliveira
Eduardo Gonçalves de Oliveira, meglio noto come Edu (San Paolo, 30 novembre 1981), è un ex calciatore brasiliano, di ruolo attaccante.

## Carriera
Ha militato in squadre come Guarani, Santos, São Paulo, Náutico, Bochum, Magonza e Suwon Bluewings, prima di trasferirsi nella stagione 2010-2011 allo Schalke 04, squadra con cui ha vinto la Coppa di Germania nella stessa stagione. Grazie agli infortuni di Huntelaar e Gavranović riesce a partire da titolare in diverse occasioni. Il 5 aprile 2011 segna una doppietta nell'andata del quarto di finale di Champions League a San Siro contro l'Inter, partita finita 2-5 con la vittoria della squadra di Gelsenkirchen. Il 31 agosto 2011 passa in prestito al Beşiktaş.
Il 1º marzo 2013 risolve il contratto con lo Schalke 04 e si accorda con i cinesi del Liaoning.

## Statistiche

### Presenze e reti nei club
Statistiche aggiornate al 17 settembre 2022.
| Stagione               | Squadra                | Campionato             | Campionato | Campionato | Coppe nazionali | Coppe nazionali | Coppe nazionali | Coppe continentali | Coppe continentali | Coppe continentali | Altre coppe | Altre coppe | Altre coppe | Totale | Totale |
| Stagione               | Squadra                | Comp                   | Pres       | Reti       | Comp            | Pres            | Reti            | Comp               | Pres               | Reti               | Comp        | Pres        | Reti        | Pres   | Reti   |
| ---------------------- | ---------------------- | ---------------------- | ---------- | ---------- | --------------- | --------------- | --------------- | ------------------ | ------------------ | ------------------ | ----------- | ----------- | ----------- | ------ | ------ |
| 2003-2004              | Bochum                 | BL                     | 13         | 0          | CG+CdL          | 0+0             | 0+0             | -                  | -                  | -                  | -           | -           | -           | 13     | 0      |
| 2004-2005              | Bochum                 | BL                     | 17         | 4          | CG+CdL          | 2+0             | 0+0             | CU                 | 1                  | 0                  | -           | -           | -           | 20     | 4      |
| 2005-2006              | Bochum                 | 2.BL                   | 33         | 12         | CG              | 2               | 1               | -                  | -                  | -                  | -           | -           | -           | 35     | 13     |
| Totale Bochum          | Totale Bochum          | Totale Bochum          | 63         | 16         |                 | 4               | 1               |                    | 1                  | 0                  |             | -           | -           | 68     | 17     |
| lug.-dic. 2006         | Magonza                | BL                     | 14         | 1          | CG              | 1               | 0               | -                  | -                  | -                  | -           | -           | -           | 15     | 1      |
| 2007                   | Suwon Bluewings        | K1                     | 22+1       | 6+0        | CCS+CdL         | 2+11            | 1+1             | -                  | -                  | -                  | -           | -           | -           | 36     | 8      |
| 2008                   | Suwon Bluewings        | K1                     | 25+2       | 12+1       | CCS+CdL         | 2+11            | 1+3             | -                  | -                  | -                  | -           | -           | -           | 40     | 17     |
| 2009                   | Suwon Bluewings        | K1                     | 23         | 7          | CCS+CdL         | 3+0             | 1+0             | ACL                | 4                  | 4                  | -           | -           | -           | 30     | 12     |
| Totale Suwon Bluewings | Totale Suwon Bluewings | Totale Suwon Bluewings | 70+3       | 25+1       |                 | 29              | 7               |                    | 4                  | 4                  |             | -           | -           | 106    | 37     |
| gen.-giu. 2010         | Schalke 04             | BL                     | 13         | 2          | CG              | 0               | 0               | -                  | -                  | -                  | -           | -           | -           | 13     | 2      |
| 2010-2011              | Schalke 04             | BL                     | 28         | 3          | CG              | 3               | 0               | UCL                | 8                  | 2                  | SG          | 1           | 0           | 40     | 5      |
| ago.2011               | Schalke 04             | BL                     | 1          | 0          | CG              | 0               | 0               | UCL                | 0                  | 0                  | SG          | 1           | 0           | 2      | 0      |
| 2011-2012              | Beşiktaş               | SL                     | 25         | 3          | TK              | 0               | 0               | UEL                | 7                  | 2                  | -           | -           | -           | 32     | 5      |
| ago. 2012              | Schalke 04             | BL                     | 0          | 0          | CG              | 1               | 0               | UCL                | -                  | -                  | -           | -           | -           | 1      | 0      |
| ago.-dic. 2012         | Greuther Fürth         | BL                     | 10         | 1          | CG              | 0               | 0               | -                  | -                  | -                  | -           | -           | -           | 10     | 1      |
| gen.-feb 2013          | Schalke 04             | BL                     | 1          | 0          | CG              | 0               | 0               | UCL                | -                  | -                  | -           | -           | -           | 1      | 0      |
| Totale Schalke 04      | Totale Schalke 04      | Totale Schalke 04      | 43         | 5          |                 | 4               | 0               |                    | 8                  | 2                  |             | 2           | 0           | 57     | 7      |
| 2013                   | Liaoning               | CSL                    | 23         | 14         | CC              | 2               | 3               | -                  | -                  | -                  | -           | -           | -           | 25     | 17     |
| 2014                   | FC Tokyo               | J1                     | 30         | 11         | CI+CdL          | 3+5             | 2+4             | -                  | -                  | -                  | -           | -           | -           | 38     | 17     |
| mar.-lug. 2015         | Jeonbuk Hyundai        | K1                     | 20         | 11         | CCS             | 2               | 1               | ACL                | 8                  | 3                  | -           | -           | -           | 30     | 15     |
| lug.-nov. 2015         | Hebei CFFC             | CSL                    | 15         | 12         | CC              | 0               | 0               | -                  | -                  | -                  | -           | -           | -           | 15     | 12     |
| 2016                   | Jeonbuk Hyundai        | K1                     | 11         | 1          | CCS             | 0               | 0               | ACL                | 4                  | 0                  | -           | -           | -           | 15     | 1      |
| 2017                   | Jeonbuk Hyundai        | K1                     | 31         | 13         | CCS             | 1               | 0               | -                  | -                  | -                  | CmC         | 1           | 0           | 33     | 13     |
| Totale Jeonbuk Hyundai | Totale Jeonbuk Hyundai | Totale Jeonbuk Hyundai | 62         | 25         |                 | 3               | 1               |                    | 13                 | 3                  |             | 1           | 0           | 79     | 29     |
| Totale carriera        | Totale carriera        | Totale carriera        | 358        | 114        |                 | 51              | 18              |                    | 33                 | 11                 |             | 3           | 0           | 445    | 143    |

## Palmarès

### Competizioni nazionali
- Campionato tedesco di seconda divisione: 1

Bochum: 2005-2006
- Coppa di Germania: 1

Schalke 04: 2010-2011
- Supercoppa di Germania: 1

Schalke 04: 2011
- Campionato sudcoreano: 1

Suwon Bluewings: 2008
- Coppa di Lega sudcoreana: 1

Suwon Bluewings: 2008
- Coppa della Corea del Sud: 1

Suwon Bluewings: 2009

### Competizioni internazionali
- AFC Champions League: 1

Jeonbuk Hyundai: 2016